# Garbatka-Letnisko (village)
Pour les articles homonymes, voir Garbatka-Letnisko.
Garbatka-Letnisko (prononciation : [ɡarˈbatka lɛtˈniskɔ]) est un village polonais de la gmina de Garbatka-Letnisko dans le powiat de Kozienice de la voïvodie de Mazovie dans le centre-est de la Pologne.
Le village est le siège administratif de la gmina appelée gmina de Garbatka-Letnisko.
Il se situe à environ 11 kilomètres au sud-est de Kozienice (siège du powiat) et à 92 kilomètres au sud-est de Varsovie (capitale de la Pologne).
Le village possède une population de 3 295 habitants en 2008.

## Histoire
De 1975 à 1998, le village appartenait administrativement à la voïvodie de Radom.